# Confusion Is Sex
| 전문가 평가                   | 전문가 평가 |
| 평가 점수                     | 평가 점수   |
| 출처                          | 점수        |
| ----------------------------- | ----------- |
| AllMusic                      | [ 1 ]       |
| Blender                       | [ 2 ]       |
| Chicago Tribune               | [ 3 ]       |
| Christgau's Record Guide      | C+          |
| Entertainment Weekly          | A−          |
| Q                             | [ 6 ]       |
| The Rolling Stone Album Guide | [ 7 ]       |
| Select                        | 3/5         |
| Spin                          | 8/10        |
| Spin Alternative Record Guide | 8/10        |

《Confusion Is Sex》는 미국의 노이즈 록 밴드 소닉 유스의 데뷔 스튜디오 음반으로, 1983년 뉴트럴 레코드를 통해 발매되었다. 이 음반은 노 웨이브 장르의 중요한 사례로 언급되어 왔다. 올뮤직은 이 음반에 대해 "톤의 밋밋함에 이를 정도로 Lo-Fi하며, 악기들은 마치 단 하나의 음, 즉 삐걱거리는 소음만을 울리는 듯하다"고 평했다.

## 배경 및 녹음
《Confusion Is Sex》는 워튼 티어스가 첼시의 자신의 스튜디오에서 녹음했다. 이 스튜디오는 그가 관리인으로 일하던 건물 지하에 직접 마련한 공간이었다. 음반은 대부분 짐 스클라부노스가 밴드의 드러머로 잠시 활동하던 시기에 녹음되었으며, 그는 음반의 대부분 트랙에서 드럼을 연주했다. 녹음이 마무리되어 갈 무렵, 스클라부노스는 밴드를 떠나기로 했고, 밥 버트가 다시 초대되었다. 버트는 〈Making the Nature Scene〉과 스투지스의 곡을 커버한 라이브 트랙 〈I Wanna Be Your Dog〉에 참여했다. 《Confusion Is Sex》는 기타리스트 리 레날도가 유일하게 베이스를 연주한 소닉 유스 음반으로, 그는 〈Protect Me You〉에서 베이스를 연주했다.
〈The World Looks Red〉의 가사는 스완스의 마이클 지라가 쓴 것으로, 그는 이후 같은 가사를 2016년 발매된 스완스의 음반 《The Glowing Man》 수록곡 〈The World Looks Red/The World Looks Black〉에서 다시 사용했다.
〈Lee Is Free〉는 레날도가 집에서 혼자 두 대의 테이프 레코더를 사용해 녹음한 곡이다.

## 곡 목록
모든 곡의 작사, 작곡은 소닉 유스가 맡았으며, 〈The World Looks Red〉는 마이클 지라가 작사했고, 〈I Wanna Be Your Dog〉는 스투지스가 작사, 작곡을 맡았다.
| #  | 제목                                 | 리드 보컬 | 재생 시간 |
| -- | ------------------------------------ | --------- | --------- |
| 1. | 〈(She's in A) Bad Mood〉            | 무어      | 5:36      |
| 2. | 〈Protect Me You〉                   | 고든      | 5:28      |
| 3. | 〈Freezer Burn/I Wanna Be Your Dog〉 | 고든      | 3:39      |
| 4. | 〈Shaking Hell〉                     | 고든      | 4:06      |

| #  | 제목                        | 리드 보컬 | 재생 시간 |
| -- | --------------------------- | --------- | --------- |
| 5. | 〈Inhuman〉                 | 무어      | 4:03      |
| 6. | 〈The World Looks Red〉     | 무어      | 2:43      |
| 7. | 〈Confusion Is Next〉       | 무어      | 3:28      |
| 8. | 〈Making the Nature Scene〉 | 고든      | 3:01      |
| 9. | 〈Candle〉                  | 레날도    | 4:58      |